# Kaplica św. Małgorzaty w Burmarrad
Kaplica Świętej Małgorzaty (malt. Il-kappella ta’ Santa Margerita, ang. Chapel of St. Margaret) – rzymskokatolicka kaplica znajdująca się na terenie zwanym Għajn Riħana przy Triq Burmarrad w Burmarrad w granicach Saint Paul’s Bay na Malcie. Kaplica leży na terenie parafii Niepokalanego Serca Maryi w Burmarrad, podlega zaś kapitule metropolitalnej katedry w Mdinie.  

## Historia
Kaplica ta wydaje się mieć bardzo dawne początki, i chociaż przez wiele lat podlegała parafii Naxxar, była pod patronatem katedry w Mdinie. Z tego powodu, mimo jej starożytności, nie ma o niej informacji u prałata Dusiny w 1575. Ferres podaje, iż kaplica została w 1658 zdesakralizowana, lecz wkrótce ponownie przywrócona do służby wiernym.

W 1849 powiększono kaplicę w stronę frontową. Marmurowa tabliczka z „Non gode l'immunita ecclesiastica” nadal znajduje się we wnętrzu, na ścianie, która była częścią starej fasady. W 1866 dobudowano kolejne pomieszczenie, które służyło jako kuchnia. Nową fasadę kaplicy dobudowano w 1882.

Budynek był restaurowany w latach siedemdziesiątych i osiemdziesiątych XX wieku przez ks. Franka Grecha SJ oraz Anġlu Carabotta z Żejtun.
W 2000 roku przed głównymi drzwiami kościoła posadzono drzewo na pamiątkę nowego tysiąclecia. Był to niefortunny wybór, ponieważ drzewo szybko rosło, zaczęło zakrywać fasadę kościoła i było przeszkodą dla wchodzących do kościoła. W 2013 drzewo zostało usunięte. 

## Architektura

### Wygląd zewnętrzny
Kaplica choć niewielka, ma elegancką w swej prostocie fasadę. Z dwóch stron ograniczają ją wysokie pilastry, dźwigając belkowanie, nad którego centralną częścią wznosi się trójkątny naczółek. Ponad nim, na koronie muru góruje dzwonnica typu bell-cot z niewielkim dzwonem z 1708, po bokach zaś dwa elementy ozdobne w kształcie kuli.

Główne drzwi kościoła znajdują się pośrodku fasady i są otoczone modelowaną kamienną ramą, zwieńczone zaś krótkim gzymsem. Powyżej duże okrągłe wole oko, które również jest otoczone kamienną ramą. Doświetla ono wnętrze kaplicy. Po obu stronach drzwi znajdują się małe kwadratowe okienka. Przed frontem znajduje się również mały placyk, na którego poziom prowadzi z boku kilka schodów. Na zewnętrznych ścianach widnieje szereg graffiti wyrytych w kamieniu. Niektóre z nich przedstawiają rekiny i można sobie wyobrazić, że zostały wyrzeźbione jako ex-voto.   

### Wnętrze
Od wewnątrz kaplica podzielona jest na dwie części. Stara jej część jest nieco węższa od nowej dobudówki. W niej znajduje się kamienny ołtarz, nad którym wisi tytularny obraz św. Małgorzaty, dzieło Michele Bellantiego, powstałe w 1850. Obraz przedstawia świętą męczennicę miażdżącą smoka i trzymającą w dłoń gałązkę palmową, symbol męczeństwa. Zarówno pierwotna część, jak i dobudówka kaplicy posiadają sklepienie kolebkowe wsparte łukami, choć sklepienie nowej części znajduje się wyżej. W dobudówce są również dwa okna, które doświetlają jej wnętrze, oraz kolejne boczne drzwi. 